# Barská konfederace
Barská konfederace byl svaz polské šlechty, který vznikl v roce 1768 v Baru (dnešní Ukrajina), tedy v pohraničním městě Ruské říše, jehož se v tom roce zmocnili vzbouření polští šlechtici (hrabata Adam Stanisław Krasiński a Kazimierz Pułaski). Cílem svazu bylo sesadit krále Stanislava II. Augusta Poniatowského a vymanit tak Polsko-litevskou unii z vlivu Ruska. Motivy konfederace byly i náboženské, šlo jí o obnovení hegemonie katolictví, což byla reakce na povolení nekatolických vyznání v Polsku roku 1767 (viz radomská konfederace), k němuž došlo pod tlakem protestantských mocností (Pruska, Velké Británie, Dánska, Nizozemska) a pravoslavného Ruska. 

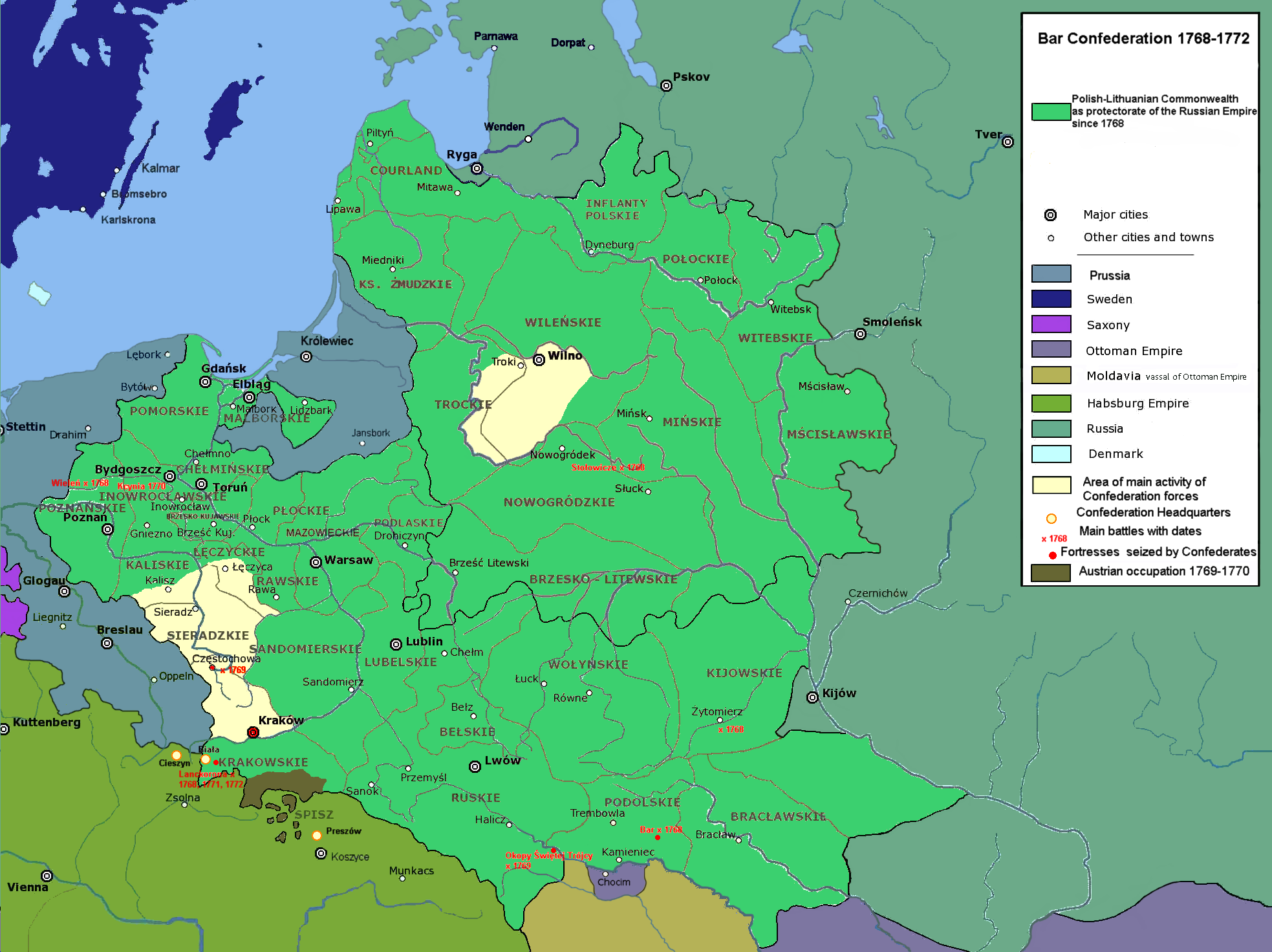
Mapa konfederace (žlutá místa) v polsko-litevském státě (výrazná zelená)

Roku 1770 se barské konfederaci (ve spojení s podobnými, nově vzniklými šlechtickými svazy - konfederací haličskou, lubliňskou, krakovskou a poznaňskou) skutečně podařilo krále sesadit. Čelila poté ruské invazi, snažila se získat mezinárodní podporu (Rakouska, Pruska, Francie, dokonce i Osmanské říše), v čemž sice částečně uspěla, přesto v roce 1772 podlehla ruským vojskům vedeným generálem Suvorovem. Ačkoli na ruské straně stála část Poláků a králových sil, vyústěním této porážky bylo první dělení Polska. Klíčovou vojenskou i politickou postavou konfederace byl Kazimierz Pułaski, který po porážce odešel do Spojených států, kde se stal významným účastníkem americké války za nezávislost a vysloužil si přezdívku „otec americké kavalerie“. Je proto znám především pod anglicizovanou verzí svého jména jako Casimir Pulaski. Na straně konfederace bojoval mj. i známý slovenský dobrodruh Móric Beňovský, francouzskou vojenskou pomoc řídil generál Charles François Dumouriez. Vzpoura barské konfederace je někdy nazývána prvním polským povstáním.

## Hajdamaci a rusko-turecká válka
Boj barské konfederace provázelo i několik vedlejších incidentů. Pokusy vzbouřených polských šlechticů, kteří dosáhli dočasně jistých pozic na Ukrajině, násilně přinutit ruské pravoslavné sedláky k přestupu na katolictví, vedly ke vzpouře vedené bývalým kozákem Maxim Zalizňakem. Toto hnutí je známo jako hajdamaci a spáchalo několik brutálních útoků na polskou šlechtu a ovšem i řadu pogromů na židy. Nakonec proti hajdamakům, kteří se vymkli jakékoli kontrole, musela zasahovat ruská vojska. Ještě předtím však hajdamaci pronikli na území Osmanů, což Osmané vyhodnotili jako napadení Ruskem (podporováni v tom francouzskou diplomacií a barskými konfederáty), což vedlo k rusko-turecké válce v letech 1768–1774.